# QZ Virginis
QZ Virginis är en kataklysmisk variabel av typen dvärgnova (UGSU) i stjärnbilden Jungfrun. Den tillhör typen SU Ursae Majoris-variablerna, som förutom normala dvärgnoveutbrott emellanåt har större utbrott, s.k. supermaxima, som är upp till 2 magnituder ljusare och varar upp till 5 gånger längre tid än ett normalt utbrott.
Stjärnan har bolometrisk magnitud 15,71 och har utbrott upp till magnitud 10 och en periodicitet av 0,05882 dygn eller 84,70 minuter.
QZ Virginis räknades tidigare till Lejonets stjärnbild och hade då variabeldesignationen T Leonis. Denna är numera oegentlig.